# دستجرد (فيروزة)
دستجرد (بالفارسية: دستجرد) هي قرية تقع في قسم طاغنكوة الجنوبي الريفي في إيران. يقدر عدد سكانها بـ 345 نسمة .